# حفیظ‌آباد (خواف)
حفیظ‌آباد (خواف)، روستایی از توابع بخش مرکزی شهرستان خواف در استان خراسان رضوی ایران است.

## جمعیت
این روستا در دهستان میان‌خواف قرار دارد و براساس سرشماری مرکز آمار ایران در سال ۱۳۸۵، جمعیت آن ۲۳۰ نفر (۴۵خانوار) بوده‌است.اگر مسیر شما به سمت این روستا افتاد به محله ی دق دشوم کنان سری بزنید.مطمئن باشید حالتان خوب میشود.این روستا تحصیل کرده های زیادی دارد و سطح سواد در این روستا بالا است.